# Die Hard (jeu vidéo, 1989)
Pour les articles homonymes, voir Die Hard.
Pour le jeu vidéo de 1991, voir Die Hard (jeu vidéo, 1991).
Die Hard est un jeu vidéo d’action développé par Dynamix et publié par Activision en 1989 sur Commodore 64 et PC. Le jeu est basé sur le film Piège de cristal. Le joueur y incarne John McLane, un policier de l’état de New York, en vacances à Los Angeles. Le soir de Noël, il se retrouve coincé dans un immeuble attaqué par des terroristes. Le jeu se joue au clavier ou avec un joystick, que ce soit pour les déplacements ou les combats. Les environnements sont représentés en trois dimensions et les personnages par des sprites.

## Accueil
| Die Hard          |      |       |
| Média             | Nat. | Notes |
| Gen4              | FR   | 86 %  |
| Joystick          | FR   | 79 %  |
| The Games Machine | GB   | 86 %  |
| Tilt              | FR   | 17/20 |
| Zzap!64           | GB   | 70 %  |